# Pseudoolina
Pseudoolina es un género de foraminífero bentónico de la Subfamilia Ellipsolageninae, de la Familia Ellipsolagenidae, de la Superfamilia Polymorphinoidea, del Suborden Lagenina y del Orden Lagenida. Su especie-tipo es Pseudoolina fissurinea. Su rango cronoestratigráfico abarca desde el Pleistoceno hasta la Actualidad.

## Discusión
Clasificaciones previas incluían Pseudoolina en la Superfamilia Nodosarioidea.

## Clasificación
Pseudoolina incluye a las siguientes especies:
- Pseudoolina becella
- Pseudoolina fissurinea
- Pseudoolina multicostulata
- Pseudoolina multicosta
- Pseudoolina oscillum
- Pseudoolina turbiniformis

Otra especie considerada en Pseudoolina es:
- Pseudoolina striatopunctata, de posición genérica incierta